# Guitar Hero: Smash Hits
Guitar Hero : Smash Hits (I Europa och Australien Guitar Hero: Greatest hits) är ett musikbaserat tvspel och det fjärde expansionsspelet till Guitar Hero. Spelet kommer innehålla 48 sånger från 5 föregående Guitar Hero-spel. Smash Hits/Greatest Hits är de bästa låtarna från Guitar Hero, Guitar Hero II, Guitar Hero Encore: Rocks the 80's, Guitar Hero III: Legends of Rock, Guitar Hero: Aerosmith. Det finns 48 låtar på spelet. Spelet heter Greatest Hits i Europa och Australien, men Smash Hits i övriga världen.

## Låtlista
| År   | Titel                                     | Artist                        | Från spel                         | Plats                           |
| ---- | ----------------------------------------- | ----------------------------- | --------------------------------- | ------------------------------- |
| 1977 | "Back in the Saddle"                      | Aerosmith                     | Guitar Hero: Aerosmith            | London Sewerage System          |
| 1983 | "Bark at the Moon"                        | Ozzy Osbourne                 | Guitar Hero                       | Great Wall of China             |
| 1977 | "Barracuda"                               | Heart                         | Guitar Hero III: Legends of Rock  | The Sphinx                      |
| 2005 | "Beast and the Harlot"                    | Avenged Sevenfold             | Guitar Hero II                    | Atlantis                        |
| 1976 | "Carry on Wayward Son"                    | Kansas                        | Guitar Hero II                    | London Sewerage System          |
| 1987 | "Caught in a Mosh"                        | Anthrax                       | Guitar Hero Encore: Rocks the 80s | Atlantis                        |
| 1990 | "Cherry Pie"                              | Warrant                       | Guitar Hero II                    | Polar Ice Caps                  |
| 1991 | "Cowboys from Hell" (Live in Moscow 1991) | Pantera                       | Guitar Hero                       | Great Wall of China             |
| 2007 | "Cult of Personality"                     | Living Colour                 | Guitar Hero III: Legends of Rock  | Great Wall of China             |
| 1982 | "Electric Eye"                            | Judas Priest                  | Guitar Hero Encore: Rocks the 80s | The Sphinx                      |
| 1973 | "Free Bird"                               | Lynyrd Skynyrd                | Guitar Hero II                    | Great Wall of China (Encore)    |
| 2006 | "Freya"                                   | The Sword                     | Guitar Hero II                    | The Sphinx                      |
| 1977 | "Godzilla"                                | Blue Öyster Cult              | Guitar Hero                       | Grand Canyon                    |
| 1993 | "Heart-Shaped Box"                        | Nirvana                       | Guitar Hero II                    | Amazon Rainforest               |
| 2004 | "Hey You"                                 | The Exies                     | Guitar Hero                       | Polar Ice Caps                  |
| 1980 | "Hit Me with Your Best Shot"              | Pat Benatar                   | Guitar Hero III: Legends of Rock  | Amazon Rainforest               |
| 1982 | "I Love Rock 'n Roll"                     | Joan Jett and the Blackhearts | Guitar Hero                       | Amazon Rainforest               |
| 1984 | "I Wanna Rock"                            | Twisted Sister                | Guitar Hero Encore: Rocks the 80s | Grand Canyon                    |
| 1974 | "Killer Queen"                            | Queen                         | Guitar Hero                       | London Sewerage System (Encore) |
| 1992 | "Killing in the Name"                     | Rage Against the Machine      | Guitar Hero II                    | Grand Canyon (Encore)           |
| 2004 | "Laid to Rest"                            | Lamb of God                   | Guitar Hero II                    | Great Wall of China             |
| 2006 | "Lay Down"                                | Priestess                     | Guitar Hero III: Legends of Rock  | Grand Canyon                    |
| 1979 | "Message in a Bottle"                     | The Police                    | Guitar Hero II                    | London Sewerage System          |
| 2006 | "Miss Murder"                             | AFI                           | Guitar Hero III: Legends of Rock  | Polar Ice Caps                  |
| 1997 | "Monkey Wrench"                           | Foo Fighters                  | Guitar Hero II                    | London Sewerage System          |
| 1976 | "More Than a Feeling"                     | Boston                        | Guitar Hero                       | Grand Canyon                    |
| 1988 | "Mother"                                  | Danzig                        | Guitar Hero II                    | London Sewerage System          |
| 2002 | "No One Knows"                            | Queens of the Stone Age       | Guitar Hero                       | The Sphinx                      |
| 1988 | "Nothin' but a Good Time"                 | Poison                        | Guitar Hero Encore: Rocks the 80s | Polar Ice Caps (Encore)         |
| 1989 | "Play With Me"                            | Extreme                       | Guitar Hero Encore: Rocks the 80s | Atlantis                        |
| 1990 | "Psychobilly Freakout"                    | Reverend Horton Heat          | Guitar Hero II                    | Great Wall of China             |
| 1986 | "Raining Blood"                           | Slayer                        | Guitar Hero III: Legends of Rock  | Atlantis                        |
| 1975 | "Rock and Roll All Nite"                  | Kiss                          | Guitar Hero III: Legends of Rock  | Amazon Rainforest               |
| 1984 | "Round and Round"                         | Ratt                          | Guitar Hero Encore: Rocks the 80s | 3.1                             |
| 1983 | "Shout at the Devil"                      | Mötley Crüe                   | Guitar Hero II                    | Polar Ice Caps                  |
| 1972 | "Smoke on the Water"                      | Deep Purple                   | Guitar Hero                       | London Sewerage System          |
| 1999 | "Stellar"                                 | Incubus                       | Guitar Hero                       | Amazon Rainforest (Encore)      |
| 1990 | "Stop!"                                   | Jane's Addiction              | Guitar Hero II                    | The Sphinx                      |
| 2002 | "Take It Off"                             | The Donnas                    | Guitar Hero                       | Grand Canyon                    |
| 2004 | "Take Me Out"                             | Franz Ferdinand               | Guitar Hero                       | Amazon Rainforest               |
| 1992 | "Them Bones"                              | Alice in Chains               | Guitar Hero II                    | Grand Canyon                    |
| 2006 | "Through the Fire and Flames"             | DragonForce                   | Guitar Hero III: Legends of Rock  | Quebec City                     |
| 1992 | "Thunder Kiss '65"                        | White Zombie                  | Guitar Hero                       | The Sphinx                      |
| 1996 | "Trippin' on a Hole in a Paper Heart"     | Stone Temple Pilots           | Guitar Hero II                    | The Sphinx (Encore)             |
| 1983 | "The Trooper"                             | Iron Maiden                   | Guitar Hero II                    | Atlantis                        |
| 1992 | "Unsung" (Live in Chicago)                | Helmet                        | Guitar Hero                       | Polar Ice Caps                  |
| 2006 | "Woman"                                   | Wolfmother                    | Guitar Hero II                    | Grand Canyon                    |
| 1981 | "YYZ"                                     | Rush                          | Guitar Hero II                    | Great Wall of China             |